# Hella Voûte-Droste
Wilhelmina Constance Gerbrig (Hella) Voûte-Droste (Den Haag, 5 juli 1943) is een Nederlands voormalig politica. Zij was van 1994 tot 2002 namens de Volkspartij voor Vrijheid en Democratie (VVD) lid van de Tweede Kamer der Staten-Generaal. In deze functie was ze onder meer voorzitter van de vaste Kamercommissie voor Economische Zaken.

## Levensloop
Als dochter van een kolonel bij de Koninklijke Luchtmacht bezocht zij een internationale middelbare school in Fontainebleau. Vervolgens studeerde zij Frans aan de Universiteit Leiden. Voordat zij in de Kamer kwam, was zij juridisch tolk-vertaler Frans. Ook was zij lid van de Provinciale Staten van Noord-Holland.
Tijdens haar Kamerlidmaatschap was zij onder andere woordvoerder op het gebied van Economie, Financiën en de Europese Unie. Binnen de commissie Economische Zaken was zij woordvoerder op onder andere het gebied van Elektriciteit, Informatie- en Communicatietechnologie (ICT), Technologiebeleid, MKB, administratieve lasten, mededingingsbeleid en toerisme. Binnen de commissie Financiën hield zij zich bezig met het Toezicht op de financiële markten. Binnen de fractie van de VVD was ze penningmeester.
Als Kamerlid was zij de eerste die een eigen website had.

## Persoonlijk
Voûte-Droste was getrouwd met de Nederlandse advocaat en curator Allard Voûte. Deze overleed in 2010. Samen hebben ze drie kinderen, twee zoons en een dochter. Voûte-Droste is woonachtig in de plaats Aerdenhout.
- Parlement.com: vg09lllq2kww